# Colegio Nacional Juan Pío Montúfar
La Unidad Educativa Fiscal Juan Pío Montúfar es un colegio público de educación laica de la ciudad de Quito, Ecuador, cuyo lema en latín es Lege et surge (traducido a español: Lee y Surge), conocido también por sus sobrenombres como Señor Montúfar o MH (Montúfar Honorable). En la actualidad el Colegio Montúfar se ubica en la avenida Napo al sur de la ciudad de Quito.

## Inicios
El colegio Nacional Juan Pío Montúfar fue creado durante el Gobierno del Presidente Carlos Arroyo del Río, mediante decreto N.º 1.551 del 26 de diciembre de 1941, e inaugurado el 20 de octubre de 1942, siendo Ministro de Educación el señor Abelardo Montalvo. Su primer rector fue el pedagogo e investigador Óscar Efrén Reyes, desde 1942 a 1944. Sin embargo, el rector desde su fundación hasta antes de su inauguración fue el Dr. Luis Ángel Barberis Jaramillo, quien contribuyó a cimentar las bases físicas y administrativas del plantel, lamentablemente meses antes de la inauguración del plantel, enferma de gravedad por lo que pone a disposición su cargo. 
El colegio fue designado como Juan Pío Montúfar, Marqués de Selva Alegre, en homenaje al presidente de la Primera Junta de Gobierno Autónoma de Quito proclamada el 10 de agosto de 1809, inspirados en un espíritu de progresismo y de adelanto cultural en beneficio de la juventud ecuatoriana, se planificó que funcionara como el primer colegio normal y nacional, sin embargo, no llegó a desempeñar la función normalista, ofertando el Bachillerato en Humanidades Modernas.  
La institución fue inaugurada por 124 estudiantes de primer curso de Humanidades Modernas, aprobados luego de rigurosas pruebas de admisión en junio de 1942, estos estudiantes conformaron las cuatro primeras secciones de primer curso del plantel. Fueron diez los primeros profesores, más personal de servicio y administrativos, trece fueron los precursores del plantel.
El primer local del plantel fue el edificio ubicado entre la calle Borrero N.º 227 y Maldonado, en el centro de Quito, dónde funcionó por veinte años, siendo ampliado mediante la compra de las casas colindantes del sector, llegando a ocupar hacia 1960 toda la manzana comprendida entre las calles Maldonado, Borrero, Loja y Quijano.
Mediante Decreto N.º 555 del 15 de septiembre de 1950, se autorizó el funcionamiento de la sección nocturna (mixta) que pretendía brindar una educación laica y moderna a adultos trabajadores que no habían concluido sus estudios secundarios, siendo el segundo plantel fundado en la ciudad de Quito para brindar este tipo de educación.
El 18 de diciembre de 1957, se firma el Acta de Compra y Venta entre la Comunidad de la Providencia y la Inmaculada Concepción, representada por la Reverenda Madre Germaine del Sagrado Corazón (Teresa Tilleux) y el Colegio Nacional Montúfar representado por el entonces rector, Ing. Oswaldo Custode Mosquera, documento en el cual, la orden religiosa vende la propiedad denominada "La Quinta" de 11 hectáreas de extensión por un valor de 1`100.000 sucres al Gobierno Nacional y al Colegio Montúfar para la construcción de su moderno y funcional local.
El 19 de junio de 1964, se inaugura en la Avenida Napo (sector Chimbacalle) al sur de la ciudad de Quito la moderna y actual edificación del Colegio Montúfar. Las obras iniciaron el 20 de mayo de 1960 basándose en el proyecto arquitectónico de Artemio López y bajo dirección del Ing. Víctor A. Rosero, obra gestionada por el entonces rector Ing. Oswaldo Custode, quien contó con el apoyo de los gobiernos de ese entonces, encabezados por los presidentes Camilo Ponce Enríquez y Velasco Ibarra. En la construcción de la actual edificación de la institución que en un inicio solo contaba con tres pabellones de aulas más el pabellón administrativo, se invirtió cerca de ocho millones de sucres. El antiguo local del plantel ubicado en el tradicional barrio de San Sebastián pasó a ser ocupado por el recién creado Colegio Amazonas, posteriormente y hasta la actualidad allí se ubica la Institución Educativa 10 de agosto. 
En 1985, bajo el rectorado del profesor Jaime Dávila, la institución asume la categoría de Experimental, por la aplicación de modernas técnicas pedagógicas y experimentales desarrolladas en sus modernos laboratorios de Física, Química y Ciencias Naturales, además de la implementación de un proyecto de reforma curricular que promovía evitar la deserción estudiantil y la pérdida de año escolar que en terceros y cuartos cursos (10.º año de Educación General Básica y 1.er año de Bachillerato) representaba al 40% de la población estudiantil.

## Actualidad

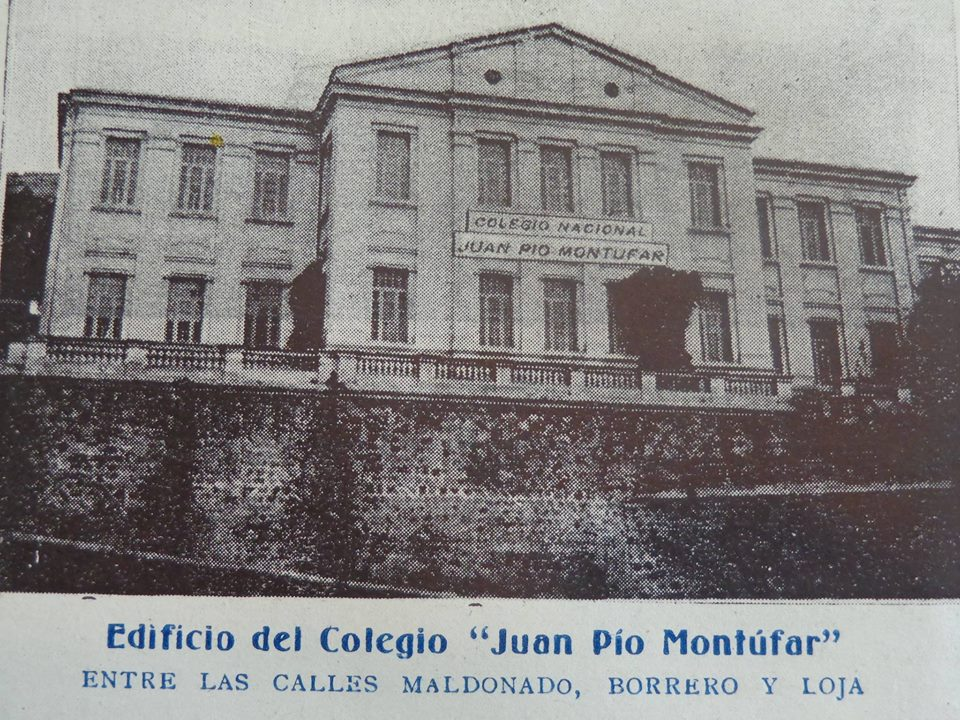
Antiguo local del Colegio Montúfar desde su fundación hasta 1964.

Desde el ciclo escolar 2012-2013, el colegio dejó su carácter exclusivamente masculino desde el 8.º año de educación básica, 225 estudiantes mujeres ingresan a formar parte de la institución que anteriormente había educado mujeres sólo en la sección nocturna, hoy desaparecida. En 2013, el antiguamente denominado Colegio Nacional Experimental Juan Pío Montúfar pasa a denominarse Institución Educativa Fiscal Juan Pío Montúfar. 
En 2014, durante la presidencia de Rafael Correa, el Ministerio de Educación crea la Unidad Educativa Réplica Montúfar, en la parroquia de Calderón, al norte de Quito, dentro del plan de replicar a los colegios fiscales más prestigiosos en otros sectores de la capital ecuatoriana.
En 2015, el colegio se suma también al programa de remodelación integral de instituciones educativas "Manos a la Obra", que impulsado también por el Gobierno Nacional de ese entonces, se propuso convertir a los establecimiento educativos emblemáticos en unidades educativas del milenio.
La institución contaba en 2015 con 2971 alumnos en la jornada matutina y 1090 en la vespertina. Al haberse desempeñado como un colegio de educación secundaria acogió a estudiantes de los últimos tres años de educación general básica (EGB) y los tres del Bachillerato General Unificado (BGU). Desde la aplicación del BGU se abandonaron las distintas mallas curriculares de especialidades para ajustarse a los requerimientos del Ministerio de Educación, por lo que la última promoción en graduarse con el título de bachiller en las distintas especialidades antes existentes (Físico-Matemático, Químico-Biólogo y Ciencias Sociales) fue la promoción 2012-2013.
Desde el año lectivo 2018 - 2019, la Institución Educativa Fiscal Juan Pío Montúfar pasa a denominarse Unidad Educativa Fiscal Juan Pío Montúfar, pues el ala norte del plantel que hasta años anteriores albergaba a una sección de laboratorios, aulas prefabricadas y un complejo deportivo para los docentes de la institución, es remodelada y adecuada para recibir a cerca de 2800 alumnos de educación primaria (básica inferior) que antes recibían instrucción educativa en las Escuelas Fiscales República de Brasil y República de Argentina según publicación de Diario Últimas Noticias en su edición impresa del jueves 29 de agosto de 2018.
El plantel cuenta con modernas aulas, canchas de uso múltiple, cancha de fútbol de medidas olímpicas reglamentarias con graderío, piscina olímpica y coliseo. Además de modernos departamentos de atención médica y odontológica. La Biblioteca del plantel inaugurada en 1943 dentro de las instalaciones del antiguo local del plantel cuenta con una amplia y selecta colección de libros, material pedagógico y didáctico para la eficiente consulta y aprendizaje del estudiante. 

## Actividad académica, deportiva y cultural

Recortes periodísticos acerca del protagonismo intercolegial del Colegio Montúfar en el voleibol pichinchano y nacional.

Primer desfile de la Banda de Guerra del Colegio Montúfar en 1952.

Banda de Guerra del Colegio Montúfar en el año 2001

Académicamente, el colegio Montúfar ha sabido sobresalir por la calidad educativa impartida en sus aulas, clara demostración son los egresados de esta institución que han ocupado altos cargos en instituciones públicas y privadas como ministros, viceministros o directores generales (Omar Cevallos, Luis Chiriboga, Fabián Iza Marcillo, Marco Flores, Sergio Garnica, Jorge Félix Mena, Edwin Mejía, Pablo Dávalos, Carlos Baca Mancheno, Armando Pareja, Patricio Egüez, etc.), así como dentro de las fuerzas militares y policiales como comandantes generales (José Gallardo Román, Belisario Pinto Tapia, Freddy Martínez, Ernesto Solano de Sala Brown, Germán Yépez, etc.). Muchos otros se han desempeñado dentro del ámbito educativo como docentes de universidades y colegios en todo el país (Dimitri Barreto, Julio César Granda, Paúl Velásquez, etc.).
En el ámbito deportivo desde 1989 al 2005 bajo la dirección técnica de Luis Pacheco, la institución obtuvo 40 títulos de campeón y vicecampeón en diferentes categorías a nivel intercolegial e interclubes en voleibol, sosteniendo 84 partidos en calidad de invictos llegando a competir a nivel internacional en Colombia. La institución también posee varios títulos en todas las categorías con las selecciones de fútbol, baloncesto, atletismo, ciclismo, tenis, etc. Otro referente deportivo del plantel es el club de Tae Kwon Do, fundado en 1982. También destacan los clubes de Judo, Andinismo y Escalada deportiva, cuyo precursor fue el montañista y exalumno del plantel, Rómulo Pazmiño. 
El plantel posee grupos musicales como la estudiantina y la tradicional Banda de Guerra, fundada en 1952 bajo el rectorado del Dr. Carlos Chiriboga Estupiñán, así como clubes de oratoria y declamación. El club de Ajedrez desde los años sesenta cuenta con más de una treintena de palmares en todas las categorías, en la actualidad, dicho club también compite en la rama femenina. El club de Levantamiento de Pesas participó con gran protagonismo en los campeonatos intercolegiales en la década de los setenta y ochenta, teniendo como serio competidor a los representantes del Colegio Juan Montalvo.
Entre 1956 y 1971 se editó el denominado "Boletín Informativo del Colegio Montúfar", en diez volúmenes (1956: 1 y 2; 1957: 3; 1959: 4; 1961 - 1962: 5, 6 y 7; finalmente en 1971: 8, 9 y 10), fue plasmada la vida académica, deportiva, social y cultural de la institución mediante ensayos, informes de rectorado y artículos varios. 
El Club de Periodismo del Colegio Montúfar editó entre 1980 y 1986 el periódico Montúfar, bajo la coordinación editorial de Luis Galarza Samaniego.  Sus representantes participaron además en los clubes intercolegiales de periodismo de El Comercio y de la Dirección Provincial de Educación de Pichincha.
El plantel cuenta con el denominado "Museo Ecológico Montúfar", inaugurado en 1989 por iniciativa del profesor, Lic. Juan Llerena (fallecido en el año 2003), el cual cuenta con dioramas como recurso didáctico y científico en los que se observan dos planos: el primer plano representa la flora y fauna propia del ecosistema y en segundo plano se ubica al paisaje en perspectiva. En este sitio podemos observar el mural "Ecuador" que representa a las regiones Insular, Costa, Sierra y Amazonía. Además de contempla un mapa bioclimático del Ecuador con siete dioramas: Páramo andino, Bosque nublado, Bosque Tropical, Bosque Seco Tropical, Parque Nacional Machalilla, Manglares y Fondo Marino.

## Egresados distinguidos

Colegio Montúfar campeón de fútbol intercolegial máxima categoría 1981.

- Marcelo Dotti, político y radiodifusor ecuatoriano, exdiputado por Democracia Popular
- Blasco Peñaherrera Padilla, vicepresidente de la República del Ecuador entre 1984 y 1988.
- Virgilio Hernández, exasambleísta por Alianza PAIS.
- Carlos Baca Mancheno, exfiscal general del Estado.
- Jaime Guevara, cantautor quiteño.

## Rectores
- Luis Ángel Barberis (1941 - 1942)
- Óscar Efrén Reyes (1942 - 1944)
- Enrique Puertas Oliva (1944 - 1946)
- Julio César Vela Suárez (1946 - 1947)
- Alberto Viteri Durand (1947 - 1952)
- Carlos Chiriboga Estupiñán (1952 - 1955)
- Oswaldo Custode Mosquera (1956 - 1974)
- Carlos Velasco López (1974 - 1979)
- Jaime Dávila Dávila (1979 - 1987)
- Galo Raza Dávila (1987 - 2002)
- Luis Salvador (2002 - 2009)
- Fanny Rodríguez (2009 - 2013)
- José Marín (2013 - 2015)
- Segundo Viveros (2015 - 2016)
- Ximena Salgado (2016 - 2018)
- David Ramos (2018 - 2019)
- Miguel Ángel Chorá (2019 - Actualidad)